# Gene Rhodes
Eugene Stephen "Gene" Rhodes (Louisville, Kentucky; 2 de septiembre de 1927-Ibidem, 10 de marzo de 2018) fue un jugador, entrenador y manager general de baloncesto estadounidense que disputó una temporada en la NBA, además de entrenar durante tres temporadas a los Kentucky Colonels de la ABA. Con 1,85 metros de estatura, jugaba en la posición de base.

## Trayectoria deportiva

### Universidad
Jugó durante tres temporadas con los Hilltoppers de la Universidad de Kentucky Occidental, en las que promedió 8,9 puntos por partido, convirtiéndose en el quinto jugador en sobrepasar los 1000 puntos. En 1952 fue incluido en el mejor quinteto de la Ohio Valley Conference tras promediar 10,4 puntos, 5,9 asistencias y 5,4 rebotes por partido.

### Profesional
Fue elegido en la cuadragésimo quinta posición del Draft de la NBA de 1952 por Indianapolis Olympians, con los que jugó una temporada, en la que promedió 5,2 puntos y 1,5 rebotes por partido.

### Entrenador
Comenzó su carrera como entrenador en el St. Xavier High School de Louisville, con los que ganó el título estatal en 1958. Posteriormente ejerció como asistente en su alma mater, la Universidad de Western Kentucky, hasta que en 1967 se hizo cargo como entrenador principal de los Kentucky Colonels de la ABA. Llevó al equipo durante tres temporadas completas, clasificándolos en todas ellas para los playoffs, acabando con 128 partidos ganados y 110 perdidos.
En 1969 fue elegido entrenador del equipo del Este del All-Star de la ABA, perdiendo por 127-133. en noviembre de 1970 es destituido del puesto de entrenador de los Colonels, siendo sustituido de forma interina por Alex Groza.
En 1973 es contratado como mánager general de los Colonels, cargo que ocuparía hasta la desaparición de la liga en 1976.

## Estadísticas de su carrera en la NBA

### Temporada regular
| Año     | Equipo       | PJ | MPP  | %TC  | %TL  | RPP | APP | PPP |
| ------- | ------------ | -- | ---- | ---- | ---- | --- | --- | --- |
| 1952-53 | Indianapolis | 65 | 17.9 | .319 | .704 | 1.5 | 1.4 | 5.2 |
| Total   | Total        | 65 | 17.9 | .319 | .704 | 1.5 | 1.4 | 5.2 |

### Playoffs
| Año   | Equipo       | PJ | MPP  | %TC  | %TL  | RPP | APP | PPP |
| ----- | ------------ | -- | ---- | ---- | ---- | --- | --- | --- |
| 1953  | Indianapolis | 2  | 25.5 | .286 | .250 | 3.5 | 2.5 | 4.5 |
| Total | Total        | 2  | 25.5 | .286 | .250 | 3.5 | 2.5 | 4.5 |